# Station Bushey
Bushey is een spoorwegstation van National Rail in Watford in Engeland. Het station is eigendom van Network Rail en wordt beheerd door London Overground.

## Geschiedenis
De London and Birmingham Railway (LB&R) opende op 20 juli 1837 een spoorlijn door het destijds dunbevolkte gebied rond het station en er was aanvankelijk dan ook geen station voorzien. In 1841 kwam er alsnog een station dat werd opgetrokken in rode baksteen, vergelijkbaar met de andere stations langs de lijn. Het was wel groter de dan de meeste anderen, hoewel kleiner dan dat bij Harrow & Wealdstone. Begin 20e eeuw bouwde de London and North Western Railway, de rechtsopvolger van de LB&R, de Watford DC Line waartoe aan de westkant perrons werden toegevoegd. Deze lijn werd op 15 juni 1912 geopend en vanaf 16 april 1917 deed ook de Baker Street and Waterloo Railway, de latere Bakerloo line het station aan.
Tijdens de Tweede Wereldoorlog stond het station vaak bekend als "Ampersand" - dit was te wijten aan een typisch bureaucratische toepassing van noodverordeningen. Om vijandelijke troepen te hinderen in het geval van een invasie werd bevolen dat alle stationsnamen op stationsnaamborden moesten worden overgeschilderd, en dit werd bij Bushey & Oxhey geïnterpreteerd als de woorden 'Bushey' en 'Oxhey' maar niet de '&'. Voor de duur van de oorlog droeg het station daarom de aanduiding '&'. Eveneens werd tijdens de oorlog een betonnen bunker (een kleine kanonversterking) gebouwd onder het viaduct, tussen perron 2 en 3.
Het station werd hernoemd van "Bushey & Oxhey" naar "Bushey" op 6 mei 1974, hoewel het eigenlijk in de naburige stad Oxhey ligt, en het dichtstbijzijnde deel van Bushey (Bushey Village) op meer dan 1,6 km van het station ligt. Toch duurde het tot eind jaren 1980 voordat de bewegwijzering op het station aan deze verandering was aangepast. De diensten van de Bakerloo line werden op 24 september 1982 gestaakt.

## Ligging en inrichting
Het stationsgebouw staat aan de oostkant van de spoordijk langs de Pinner Road. De zes sporen liggen allemaal langs en perron en zijn van west naar oost genummerd. De perrons zijn bereikbaar vanuit een reizigerstunnel onder de sporen, die toegankelijk is vanuit de respectievelijke toegangsgebouwen. De overground gebruikt de Watford DC Line die de gebogen sporen 1 & 2 aan de westkant gebruikt. De sneldiensten richting Londen gebruiken spoor 3 met een zijperron, de sneldiensten naar het noorden gebruiken spoor 4 aan de westkant van het eilandperron. De stoptreinen op de West Coast Main Line (WCML) gebruiken de sporen 5 & 6 tussen het eilandperron en het oostelijke zijperron. De perrons langs de sporen 3 en 4 worden verreweg het minst gebruikt, omdat deze snelle hoofdlijnen normaal gesproken worden gebruikt door treinen die niet stoppen in Bushey. Perron 3 is toegankelijk via de trap voor perron 2 en is voorzien van een op afstand bediend hek dat gesloten is zolang er geen treinen stoppen. De perrons langs spoor 3 en 4 werden weer in gebruik genomen voor de dienstregeling van december 2011, die sommige diensten markeert als "front four coaches only for Bushey", waardoor een verbeterde late avond- en weekendverbinding met Londen mogelijk is. Voorafgaand aan deze heropening betekenden technische werkzaamheden vaak dat de diensten van London naar de Midlands 's avonds laat Bushey moesten overslaan omdat er geen noordwaarts perron beschikbaar was. Het was overwoekerd nadat het vele jaren eerder in onbruik was en dichtgetimmerd na zijn gedeeltelijke vernietiging tijdens het ongeluk van februari 1980: de locomotief en de voorste twee rijtuigen schoten over het perron voordat ze tot stilstand kwamen.
Tussen 2000 en 2007 werden een opslagwerf en overtollige gebouwen omgebouwd tot een onderstation om de aanzienlijk hogere stroom te leveren die nodig is voor de nieuwe Pendolino-sneltreinen met een hogere snelheid.

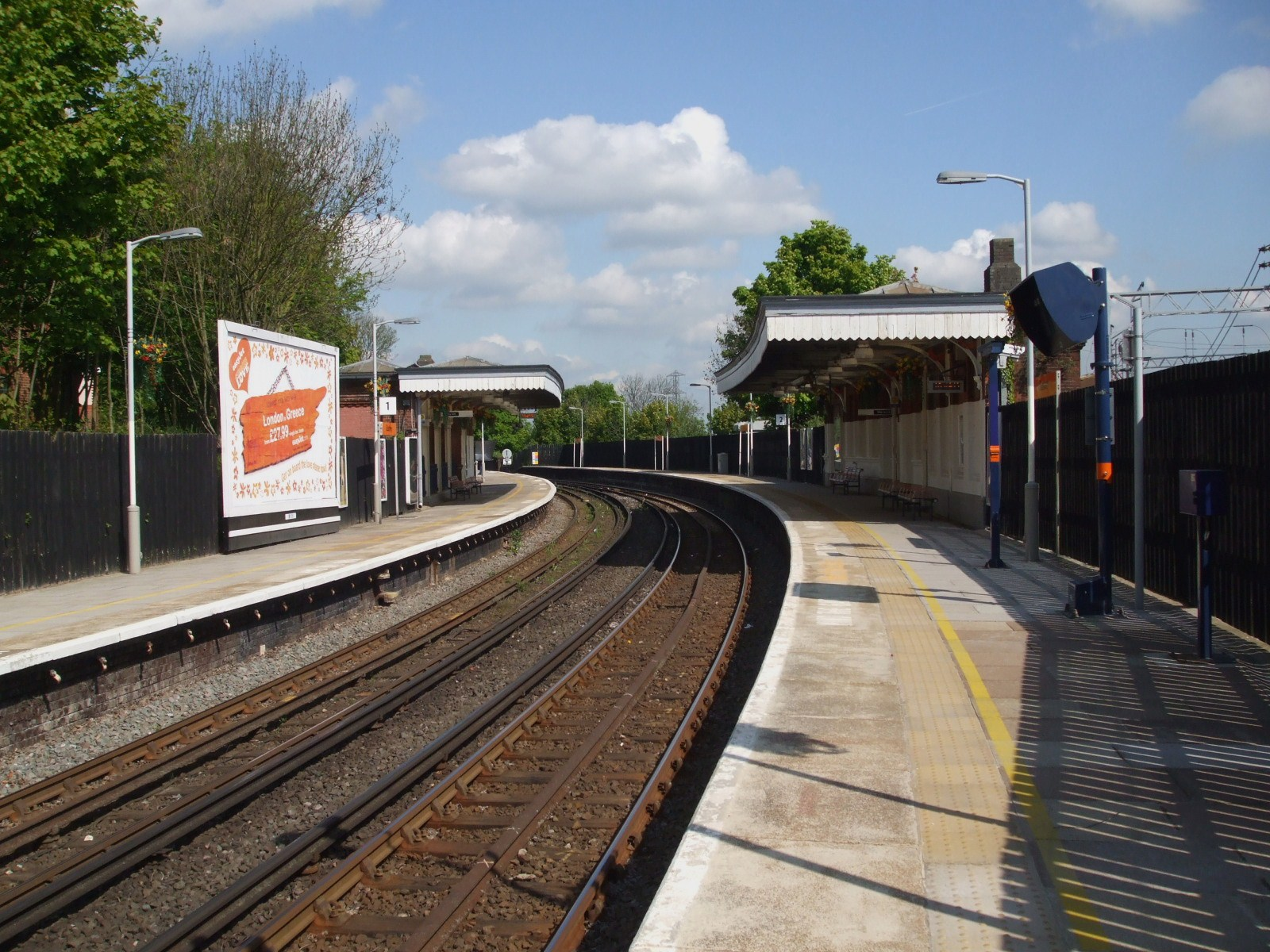
Sporen en perrons van de Watford DC line
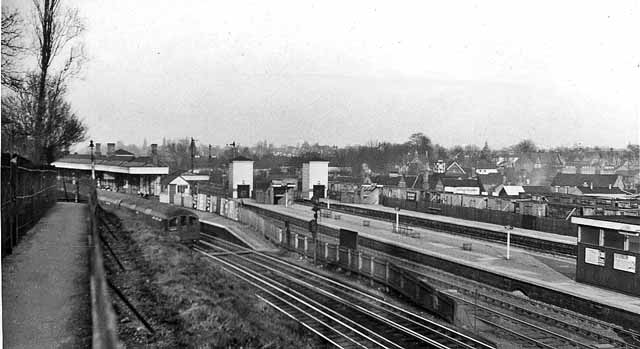
Het station in 1962 voorafgaand aan de elektrificatie van de WCML
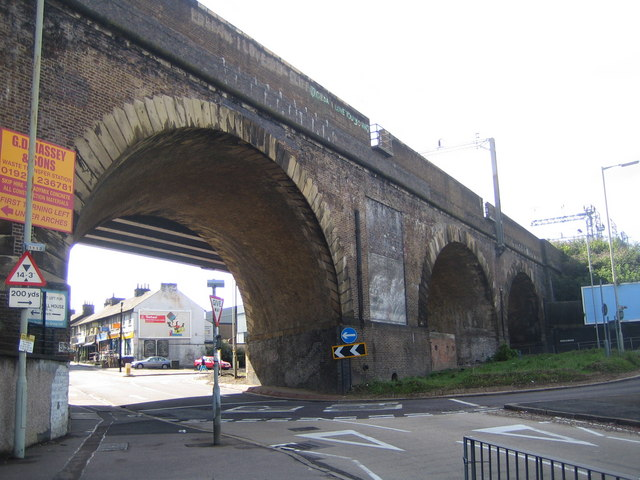
De brug van de WCML uit 1838 vlak ten noorden van het station

## Overground
In het kader van de privatisering van de Britse spoorwegen kwamen het station en de Watford DC line in 1997 in handen van Silverlink. In 2007 werd Silverlink in delen verkocht en kwamen de voorstadsdiensten rond Londen weer in handen van de overheid. Transport for London bracht de lijn onder in haar voorstadsnet met de naam overground. Vanaf december 2007 begon Transport for London met een uitgebreid opknapprogramma op het station. Gedurende de volgende vier jaar werd de onderdoorgang opnieuw bekleed met gipsplaatwanden en gegolfde stalen plafonds en opnieuw geschilderd. De deuren en ramen werden opnieuw geschilderd en de oranje balustrades vervingen de oude groene en blauwe balustrades. Een antislipoppervlak was toegevoegd aan delen van de vloer en alle trappen. Overal kwam cameratoezicht en de bewegwijzering werd aangepast aan de huisstijl van de London Overground, zoals bij andere Overground-stations. De steeg die de ingang van het station met Kingsfield Road verbindt, werd opgeknapt en de herhaaldelijk vernielde houten hekken werden vervangend door een metalen palissade. De gelijkvloerse toegang vanaf perron 1 tot het voetpad Kingsfield Road werd permanent gesloten. De fietsenstalling werd verplaatst van de voorkant van het station aan Pinner Road naar de ingang van Eastbury Road. De ruimte aan de voorzijde werd omgebouwd tot een winkel en krantenwinkels die binnenkort worden omgebouwd tot een WHSmith.

## Incidenten
- Op 16 februari 1980 zorgde defect spoorwerk ervoor dat negen rijtuigen van een sneltrein op weg van London Euston naar Manchester Piccadilly ontspoorden toen deze door het station reed. Drie rijtuigen kantelden 19 passagiers raakten zwaargewond. Het spoor vergde uitgebreide reparaties en ging pas op 25 februari 1980 weer volledig open. Het nauwelijks gebruikte zijperron langs spoor 3 raakte bij het ongeval zwaar beschadigd en bleef tot 2011 gesloten.
- Op 20 april 1980 ontspoorde een passagierstrein op weg naar Bletchley vlak voor station Bushey na het raken van onderhoudsmachines voor het spoor. Het voorste draaistel van het treinstel ontspoorde, maar de trein bleef rechtop staan en de schade was gering. Een lid van het baanonderhoudsteam liep een gebroken bekken op.
- Op 8 augustus 1996 vond het treinongeluk in Watford plaats op ongeveer 1,6 km ten noorden van het station.

## Reizigersdiensten
Bushey ligt aan zowel de London Overground Watford DC-lijn als de West Coast Main Line. Diensten op het station worden geëxploiteerd door zowel London Overground als London Northwestern Railway. De normale dienstregeling tijdens de daluren omvat:

### Overground
- 4 treinen per uur naar London Euston
- 4 treinen per uur naar Watford Junction

Deze diensten worden uitgevoerd door elektrische treinstellen class 378 en class 710.

### Londen Northwestern Railway
- 2 treinen per uur naar Londen Euston
- 2 treinen per uur naar Tring

Deze diensten worden meestal uitgevoerd door elektrische treinstellen class 350 of class 319 (alleen tijdens de spits).
Station London Euston · South Hampstead · Kilburn High Road · Queen's Park · Kensal Green · Willesden Junction · Harlesden · Stonebridge Park · Wembley Central · North Wembley · South Kenton · Kenton · Harrow & Wealdstone · Headstone Lane · Hatch End · Carpenders Park · Bushey · Watford High Street · Watford Junction